# Jozef Vengloš
Jozef Vengloš (18. února 1936 Ružomberok – 26. ledna 2021) byl československý fotbalista, poté slovenský fotbalový funkcionář a trenér. V 60. letech působil jako odborný asistent na katedře tělesné výchovy SVŠT Bratislava.[zdroj?]

## Hráčská kariéra
- Slovan Bratislava – 12 let (mistr Československa v roce 1955, kapitán mužstva)
- Československá reprezentace „B“, juniorské mužstvo, olympijský výběr a výběr ligy – 33krát

## Trenérská kariéra
- 1967–1969 Hlavní trenér FC Sydney Prague
  - vítěz Australského poháru
  - vítěz Australské ligy
  - trenér Australské reprezentace
- 1969–1971 Hlavní trenér VSS Košice
  - 2. a 3. místo v československé 1. lize
- 1970–1972 Trenér československé reprezentace do 23 let
  - mistr Evropy
- 1973–1976 Hlavní trenér Slovanu Bratislava
  - Dvakrát mistři Československa
  - jedenkrát vítězi Československého poháru
  - jedenkrát 2. místo v 1. československé lize
- 1973–1978 Asistent reprezentačního trenéra Československa
  - Mistr Evropy v roce 1976 (vítěz kvalifikační skupiny: Anglie, Portugalsko, Československo, Kypr)
  - výhra ve čtvrtfinále nad SSSR
  - výhra v semifinále nad Nizozemskem
  - výhra ve finále nad Německem
- 1978–1982 Hlavní trenér československé fotbalové reprezentace
  - 3. místo na Mistrovství Evropy 1980 (vítězové kvalifikační skupiny: Švédsko, Francie, Československo, Lucembursko)
  - ve skupině: Německo, Řecko, Nizozemsko, v zápase o 3. místo – zvítězil proti Itálii
  - v roce 1982 – kvalifikace na Mistrovství světa v roce 1982 (ve skupině: SSSR, Wales, Československo, Turecko, Island)
  - Mistrovství světa ve Španělsku
- 1981–1982 Trenér výběru Evropy – proti výběru světa v New Yorku, proti Itálii v Římě (s trenérem J. Derwallem)
- 1983–1984 Hlavní trenér Sportingu Lisabon
  - 3. místo a semifinále Portugalského poháru
- 1985–1987 FT Kuala Lumpur
  - Vítězi ligy a ligového poháru
- 1986–1987 Hlavní trenér reprezentace Malajsie
- 1987–1990 Hlavní trenér reprezentace Československa
  - kvalifikační skupina Mistrovství Evropy: Belgie, Portugalsko, Švýcarsko, Československo, Lucembursko
  - 1990 – Mistrovství světa – čtvrtfinále
- 1990–1991 První zahraniční trenér v anglické Premier League (tehdy pod názvem Football League First Division), s Aston Villa FC obsadil 17. místo v sezóně 1990/91[2]
- 1991–1993 Hlavní trenér Fenerbahce Istanbul
  - 2. místo
- 1993 Trenér výběru světa v Hongkongu s Borou Milutinovičem
- 1993–1995 Hlavní trenér slovenské národní reprezentace
- 1996–1997 Hlavní trenér reprezentace Ománu
- 1998–1999 Hlavní trenér Celticu Glasgow
  - 2. místo v lize
- 1999 Trenér výběru světa v Jihoafrické republice
- únor 2002 – trenér Jef United, Ičihara, Japonsko

## Lektor FIFA a UEFA
- Projekt č. 1. – 7: Anglie, Itálie, Skotsko, SSSR, Švýcarsko, Německo, Austrálie, Nový Zéland

## FIFA akademie
- Malta
- Kypr
- Irák
- Bermudy
- Mauricius
- Jižní Korea
- Malawi
- Čína
- Nepál
- Bangladéš
- Thajsko
- Malajsie
- Nizozemsko

## Kurzy olympijské solidarity
- 1982 Uruguay
- 1982 Kostarika
- 1983 Singapur
- 1990 Malta
- 1993 Řecko, Tchaj-wan, USA
- 1994 Seychely, Brazílie

## Studijní skupiny FIFA a UEFA
- 1979 Mládežnické mistrovství světa (Japonsko)
- 1980 Olympijský fotbalový turnaj (Moskva)
- 1982 Asijské hry
- 1986 Mistrovství světa (Mexiko)
- 1988 Mistrovství Evropy (Německo)
- 1993 Katar – Asijské závěrečné kolo – Mistrovství světa 1994
- 1994 USA – Mistrovství světa
- 1998 Franci – Mistrovství světa
- 2000 Mistrovství Evropy v Belgii a Nizozemsku
- 2002 Mistrovství světa v Japonsku a Jižní Koreji
- 2006 Mistrovství světa v Německu

## Funkce
- do 6/2013[3] Prezident UEFT (Unie evropských fotbalových trenérů)
- Předseda UEFA komise pro technický pokrok
- FIFA technický poradce
- oficiální poradce prezidenta Slovenské republiky
- oficiální poradce ministra školství Slovenské republiky
- člen výkonného výboru Slovenského fotbalového svazu

| Trenéři československé fotbalové reprezentace | Trenéři československé fotbalové reprezentace | Trenéři československé fotbalové reprezentace |
| --------------------------------------------- | --------------------------------------------- | --------------------------------------------- |
| Předchůdce: Václav Ježek                      | 1978–1982 Jozef Vengloš                       | Nástupce: František Havránek                  |

| Trenéři československé fotbalové reprezentace | Trenéři československé fotbalové reprezentace | Trenéři československé fotbalové reprezentace |
| --------------------------------------------- | --------------------------------------------- | --------------------------------------------- |
| Předchůdce: Josef Masopust                    | 1988–1990 Jozef Vengloš                       | Nástupce: Milan Máčala                        |